# Gazzetta Ufficiale delle Filippine

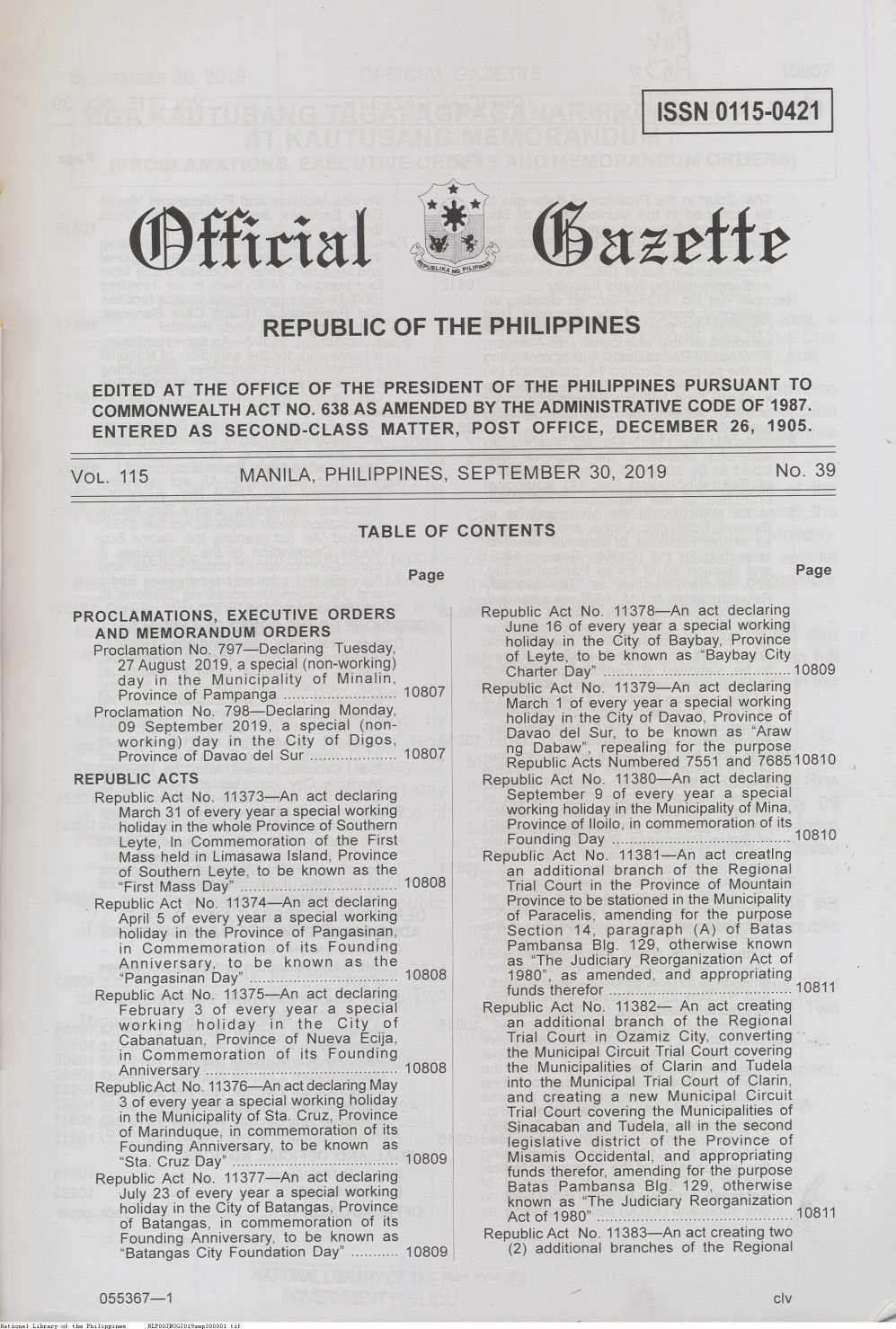
Gazzetta ufficiale delle Filippine, volume 115, numero 39 (30 settembre 2019)

La Gazzetta Ufficiale delle Filippine (in inglese: Official Gazette of the Republic of the Philippines) è l'organo ufficiale settimanale del Governo della Repubblica delle Filippine, stampato ogni lunedì e creato il 2 settembre 1902 attraverso il decreto n°453 che pose il periodico sotto l'amministrazione del Ministero della Pubblica Istruzione. Il primo numero venne stampato e distribuito il 10 settembre del 1902.
La Gazzetta Ufficiale è anche disponibile sul portale governativo della Repubblica delle Filippine e viene regolarmente aggiornata con i discorsi, le dichiarazioni, i comunicati stampa e i documenti rilasciati dall'Ufficio del Presidente e da altri Ministeri del Governo filippino.